# Интерлейкин 18
Интерлейкин 18 (англ. interleukin 18, IL-18) — провоспалительный цитокин, принадлежащий к семейству интерлейкина 1. Синтезируется макрофагами и другими клетками организма. Играет значительную роль в инфекционных и аутоиммунных заболеваниях. Был впервые открыт в 1995 году в качестве интерферон-гамма-индуцирующего фактора, который увеличивал активность клеток ЕК в селезёнке, причём его активность выше, чем у интерлейкина 12.

## Свойства и передача сигнала
Интерлейкин-18 синтезируется в виде белка-предшественника, состоящего из 192 аминокислот, который под действием интерлейкин-1 превращающего фермента расщепляется до зрелого белка из 157 аминокислот. После секреции из клетки-продуцента интерлейкин-18 связывается либо с интерлейкин-18-связывающим белком, который инактивирует его, либо с интерлейкин-18-рецепторным комплексом. Последний включает рецептор интерлейкина-18 (IL-1R5), входящий в надсемейство интерлейкин-1/толл-подобных рецепторов, и интерлейкин-18-дополняющий белок (IL-1R7). После формирования лиганд-рецепторного комплекса к нему присоединяется адаптерный белок MyD88 и киназа IRAK1, запускающая сигнальный путь, активирующий провоспалительный фактор трансрипции NF-κB.